# Kristian Huselius
Kristian Huselius (né le 10 novembre 1978 à Stockholm en Suède) est un joueur professionnel de hockey sur glace.

## Carrière en club
Il commence sa carrière en junior en 1993 avec l'équipe de Hammarby IF en 1993 et deux ans plus, il joue au sein de l'équipe sénior  qui évolue dans la seconde division suédoise, l'Allsvenskan.
En 1996-1997, il joue la majeure partie de sa saison avec l'équipe de Färjestads BK et remporte le titre de champion. À la fin de la saison, il est choisi lors du repêchage d'entrée dans la Ligue nationale de hockey au cours de la seconde ronde. Il est choisi par les Panthers de la Floride en tant que 47e choix. Il décide de rester encore dans son pays pour quelques saisons.
Au cours de la saison 1998-1999, il rejoint l'équipe du Frölunda HC pour trois saisons et lors la saison 2000-2001, il décroche un certain nombre de trophées de la ligue. Ainsi, il remporte le prix du meilleur buteur, passeur et donc pointeur de la saison. Il est logiquement sélectionné pour jouer le Match des étoiles de la ligue et dans l'équipe type de la saison. Il gagne également le prix du meilleur joueur de la saison.
Lors de la saison 2001-2002, il fait ses débuts dans la LNH pour les Panthers inscrivant 45 points pour 23 buts et 22 passes. Lors de cette même saison, il fait partie des jeunes joueurs jouant le 52e Match des étoiles de la LNH.
Au cours du lock-out 2004-2005 de la LNH, il retourne jouer dans son pays pour le Linköpings HC. Au cours de la saison, Huselius et deux autres joueurs suédois de hockey, Henrik Tallinder et Andreas Lilja sont accusés de viol. En mars, ils sont tous les trois exclus de l'équipe de Suède pour un an. Huselius et Tallinder se font renvoyés de leur club, Linköping et Lilja est suspendu par le sien, le Mora IK.
La police avait d'abord arrêté son enquête deux jours après que la plainte fut déposée, en raison d'un manque de preuves, mais finalement, une nouvelle enquête est lancée en mars, enquête qui entraîne les suspensions. Finalement, en juin, les trois joueurs sont lavés de tout soupçon. Huselius jouera la fin de la saison dans la Ligue nationale A suisse pour l'équipe de Rapperswil-Jona Lakers qui joue les playoffs.
En 2005-2006, il revient jouer pour les Panthers en Amérique du Nord avant de prendre en décembre 2005 la direction des Flames de Calgary en retour de Steve Montador.
Le 2 juillet 2008, il signe un contrat de quatre ans d'une valeur estimée de 19 millions de dollars avec les Blue Jackets de Columbus.

## Statistiques
| Saison     | Équipe                   | Ligue             |     | Saison régulière | Saison régulière | Saison régulière | Saison régulière | Saison régulière |   | Séries éliminatoires | Séries éliminatoires | Séries éliminatoires | Séries éliminatoires | Séries éliminatoires |
| Saison     | Équipe                   | Ligue             | PJ  | B                | A                | Pts              | Pun              | PJ               | B | A                    | Pts                  | Pun                  |                      |                      |
| 1993-1994  | Hammarby IF              | Juniorallsvenskan | 2   | 0                | 0                | 0                | 0                |                  |   |                      |                      |                      |                      |                      |
| 1994-1995  | Hammarby IF              | Superelit J20     | 17  | 6                | 2                | 8                | 2                |                  |   |                      |                      |                      |                      |                      |
| 1995-1996  | Hammarby IF              | Division 1        | 6   | 1                | 0                | 1                | 0                |                  |   |                      |                      |                      |                      |                      |
| 1995-1996  | Hammarby IF              | J20 Superelit     | 25  | 13               | 8                | 21               | 14               |                  |   |                      |                      |                      |                      |                      |
| 1996-1997  | IFK Munkfors             | Division 1        | 6   | 6                | 2                | 8                | 6                |                  |   |                      |                      |                      |                      |                      |
| 1996-1997  | Färjestads BK            | EHL               | 5   | 0                | 3                | 3                | 2                |                  |   |                      |                      |                      |                      |                      |
| 1996-1997  | Färjestads BK            | Elitserien        | 13  | 2                | 0                | 2                | 4                | 5                | 1 | 0                    | 1                    | 0                    |                      |                      |
| 1996-1997  | Färjestads BK            | J20 Superelit     | 15  | 13               | 8                | 21               |                  |                  |   |                      |                      |                      |                      |                      |
| 1997-1998  | Färjestads BK            | EHL               | 5   | 2                | 3                | 5                | 0                |                  |   |                      |                      |                      |                      |                      |
| 1997-1998  | Färjestads BK            | J20 Superelit     | 8   | 6                | 8                | 14               | 2                |                  |   |                      |                      |                      |                      |                      |
| 1997-1998  | Färjestads BK            | Elitserien        | 34  | 2                | 1                | 3                | 2                | 11               | 0 | 0                    | 0                    | 0                    |                      |                      |
| 1997-1998  | IFK Munkfors             | Division 1        | 6   | 6                | 1                | 7                | 4                |                  |   |                      |                      |                      |                      |                      |
| 1998-1999  | Färjestads BK            | EHL               | 6   | 2                | 2                | 4                | 29               | 1                | 0 | 0                    | 0                    | 0                    |                      |                      |
| 1998-1999  | Färjestads BK            | Elitserien        | 28  | 4                | 4                | 8                | 4                |                  |   |                      |                      |                      |                      |                      |
| 1998-1999  | Frölunda HC              | Elitserien        | 20  | 2                | 2                | 4                | 2                | 4                | 1 | 0                    | 1                    | 0                    |                      |                      |
| 1999-2000  | Frölunda HC              | Elitserien        | 50  | 21               | 23               | 44               | 20               | 5                | 2 | 2                    | 4                    | 8                    |                      |                      |
| 2000-2001  | Frölunda HC              | Elitserien        | 49  | 32               | 35               | 67               | 26               | 5                | 4 | 5                    | 9                    | 14                   |                      |                      |
| 2001-2002  | Panthers de la Floride   | LNH               | 78  | 23               | 22               | 45               | 14               |                  |   |                      |                      |                      |                      |                      |
| 2002-2003  | Panthers de la Floride   | LNH               | 78  | 20               | 23               | 43               | 20               |                  |   |                      |                      |                      |                      |                      |
| 2003-2004  | Panthers de la Floride   | LNH               | 76  | 10               | 21               | 31               | 24               |                  |   |                      |                      |                      |                      |                      |
| 2004-2005  | Linköpings HC            | Elitserien        | 34  | 14               | 35               | 49               | 10               |                  |   |                      |                      |                      |                      |                      |
| 2004-2005  | SC Rapperswil-Jona       | LNA               |     |                  |                  |                  |                  | 4                | 1 | 3                    | 4                    | 2                    |                      |                      |
| 2005-2006  | Panthers de la Floride   | LNH               | 24  | 5                | 3                | 8                | 4                |                  |   |                      |                      |                      |                      |                      |
| 2005-2006  | Flames de Calgary        | LNH               | 54  | 15               | 24               | 39               | 36               | 7                | 2 | 4                    | 6                    | 4                    |                      |                      |
| 2006-2007  | Flames de Calgary        | LNH               | 81  | 34               | 43               | 77               | 26               |                  |   |                      |                      |                      |                      |                      |
| 2007-2008  | Flames de Calgary        | LNH               | 81  | 25               | 41               | 66               | 40               | 7                | 0 | 4                    | 4                    | 6                    |                      |                      |
| 2008-2009  | Blue Jackets de Columbus | LNH               | 74  | 21               | 35               | 56               | 44               | 4                | 1 | 1                    | 2                    | 4                    |                      |                      |
| 2009-2010  | Blue Jackets de Columbus | LNH               | 74  | 23               | 40               | 63               | 36               |                  |   |                      |                      |                      |                      |                      |
| 2010-2011  | Blue Jackets de Columbus | LNH               | 39  | 14               | 9                | 23               | 10               |                  |   |                      |                      |                      |                      |                      |
| 2011-2012  | Blue Jackets de Columbus | LNH               | 2   | 0                | 0                | 0                | 2                |                  |   |                      |                      |                      |                      |                      |
| 2012-2013  | AIK IF                   | Elitserien        | 5   | 2                | 1                | 3                | 0                |                  |   |                      |                      |                      |                      |                      |
| Totaux LNH | Totaux LNH               | Totaux LNH        | 662 | 190              | 261              | 451              | 256              | 24               | 3 | 11                   | 14                   | 18                   |                      |                      |

## Carrière internationale
Il représente la Suède lors des compétitions internationales suivantes :
- Championnat d'Europe junior
  - 1996 -  Médaille de bronze
- Championnat du monde junior
  - 1997
  - 1998
- Championnat du monde
  - 2000
  - 2001 -  Médaille de bronze
  - 2002 -  Médaille de bronze